# عقلیات
حکمت عملی که مراد از آن علم به مصالح حرکات ارادی و افعال صناعی انسان بر وجهی است که بنظام احوال معاد و معاش بینجامد و برای وصول بکمال انسانیت بکار آید و آن بر سه قسم است:
- الف) علم تهذیب نفس یا تهذیب اخلاق.
- ب) علم تدبیر منزل
- ج) علم سیاست مدن[۱]

در مقدمة همه علوم عقلیه یا ذهنیه علوم آلیه یا علوم منطقیه قرار دارد که به نه قسمت تقسیم می‌شود بدین شرح:
المدخل (ایساغوجی) – المقولات (قاطیغوریاس) العباره (باری ارمینیاس) تحلیل القیاس (اناالوطیقای اولی) البرهان (انا لوطیقای ثانی مشهور بابود قطیقا) جدل (طوبیقا) المغالطین یا حکمه المموّهه (سوفسطیقا) الخطابه (ریطوریقا) الشعر (بوطیقا).
در واقع به تصورات کلّی «معقولات» نیز می‌گویند.

۳. مفاهیمی که غالباً به عنوان اوصاف اشیاء خارجی و مبیّن احوال و روابط و نحوهٔ وجود آن‌ها شناخته می‌شوند. این گونه مفاهیم فردی در خارج چه به صورت جوهر و چه به صورت عرض وجود ندارند، اما در عین حال اشیاء خارجی به آن‌ها متصف می‌شوند، بلکه مفاهیم فلسفی مانند علت و معلول، وحدت و کثرت و امکان و وجوب از این سنخ‌اند. این دسته از مفاهیم را «معقولات ثانیه ی فلسفی» می‌نامند. این گونه مفاهیم از آنجا که مسبوق به ادراک حسّی نبوده و صورت محسوسی از آن‌ها در ذهن نداریم ادراک آن‌ها با تأمل و تحلیل ذهنی صورت می‌گیرد، که این امر قدرت ذهنی و رشد عقلانی خاصّی را طلب می‌کند، و لذا درک بسیاری از این مفاهیم برای اذهان بسیط دشوار است.

## معقولات اولیومعقولات ثانیه
ابن سینا اولین کسی است که معقولات را به اولی و ثانوی در معنای مورد بحث تقسیم نموده است و این تقسیم در نظر فیلسوفان بعدی مقبول افتاده است. فیلسوفان بعدی چون سهروردی، خواجه نصیر طوسی، ملا صدرا، سبزواری و دیگران هر یک به وجوهی از این مبحث پرداخته و نکاتی به آن افزوده‌اند. قبل از سهروردی و خواجهٔ نصیر طوسی معقول ثانی فقط به معنای منطقی آن مورد نظر بود، اما طوسی معقول ثانی را به‌طور وسیعی در مفاهیم فلسفی نیز به کار برد.

### معقولات اولی
دسته‌ای از مفاهیم کلی به این ترتیب در ذهن فراهم می‌آیند که ابتدا واقعیتی از خارج در حوزهٔ حسّ یا در حوزهٔ نفس قرار می‌گیرد و سپس قوهٔ خیال تصویری جزئی از این واقعیت می‌گیرد و در نهایت این تصاویر جزئی به نحو کلّی در قوهٔ عقل منعکس می‌شوند و در نتیجه مفهوم کلّی آن واقعیت در ذهن به وجود می‌آید. به مفاهیم کلی که به این طریق در ذهن به وجود می‌آیند «معقولات أولی» گویند.
این دسته از مفاهیم را که ذهن به‌طور خودکار از موادّ خاص انتزاع می‌کند؛ یعنی، همین که یک یا چند ادراک شخصی به وسیلهٔ حواس ظاهری یا شهود باطنی حاصل شد، فوراً عقل مفهوم کلی آن را به دست می‌آورد، مانند: مفهوم کلی «سفیدی» که بعد از دیدن یک یا چند شیء سفید رنگ انتزاع می‌شود، یا مفهوم کلی «ترس»، که بعد از پیدایش یک یا چند بار احساس خارجی به دست می‌آید؛ چنین مفاهیمی را که مفاهیم ماهوی یا معقولات أولی می‌نامند.

### معقولات ثانیهی منطقی
معقولات ثانیهٔ منطقی، معقولاتی هستند که عروض و اتصاف شان هر دو در ذهن است و معقولات ثانیهٔ فلسفی، معقولاتی هستند که عروض شان در ذهن است و اتصاف شان در خارج.
در ذهن یک سلسله مفاهیم کلی وجود دارد که قابل حمل بر امور عینی نیستند، بلکه فقط بر صورتهای ذهنی قابل حمل هستند؛ به عبارت دیگر، مصداق این مفاهیم فقط در ظرف ذهن موجود است نه در خارج، لذا هیچ نوع ارتباط مستقیمی با خارج ندارند؛ یعنی، آثاری که بر مفاهیم منطقی در ظرف ذهن بار می‌شود، اگر اینها فرضاً وجود خارجی پیدا کنند، این آثار بر آن‌ها بار نمی‌شود، مانند؛ کلیّت، جزیّت، معرّف، حجّت، … که هیچ ارتباط مستقیمی با عالم خارج ندارند و تنها مصداق آن‌ها در ظرف ذهن موجود است؛ بنابراین اصطلاحاً می‌گویند: معقولات ثانیهٔ منطقی، هم عروضشان ذهنی است و هم اتصاف شان.

## علم حصولی
... حکما از قدیم‌الایام علوم حصولی را به حسّی و خیالی و عقلی تقسیم نموده یا به مراتب فوق درجه‌بندی نموده‌اند. برخی علم وهمی را نیز به اقسام فوق افزوده‌اند.

## مبادی علوم
شناخت‌هایی که پیش از پرداختن به طرح و مسائل هر علمی نیاز به آن است را «مبادی علوم» گویند و به دو دسته تقسیم می‌شوند. ۱. مبادی تصوری ۲. مبادی تصدیقی

### مبادی تصوری
مبادی تصوری همان تعاریف و بیان ماهیّت اشیاء مورد بحث است ، [که] معمولاً در خود علم و به صورت مقدمه، مطرح می‌شود.

### مبادی تصدیقی
مبادی تصدیقی علوم مختلف اند و غالباً در علوم دیگری مورد بحث قرار می‌گیرند؛ و چنان‌که قبلاً اشاره کردیم فلسفهٔ هر علمی در واقع، علم دیگری است که عهده‌دار بیان و اثبات اصول و مبادی آن علم می‌باشد؛ و سرانجام، کلّی‌ترین مبادی علوم در فلسفهٔ أولی یا متافیزیک، مورد بحث و بررسی واقع می‌شوند.

## علوم نقلی و علوم عقلی
برای درک طبیعت آموزه‌های علمی که با سنت عقلی (اسلامی) زاده شدند، نیازمند آنیم که این سنت را در گستره وسیع آموزه‌های اسلامی - به عنوان یک کل - قرار دهیم. کلمه عقلی به سنت افزوده شد که تا حدودی میان آن و آموزه‌های دیگر سنتی که به نقلی معروفند، تمایز ایجاد کند. درک تفاوت میان این دو گروه از آموزه‌ها (عقلی و نقلی) دارای اهمیت است. امروزه اغلب مسلمانان در حالی در باب علوم مدرن بحث می‌کنند که فقط از علوم نقلی بهره می‌گیرند و هیچ آگاهی ندارند که متفکران بزرگ مسلمان در گذشته چه پژوهش‌های عمیقی در باب علوم طبیعی داشته‌اند.
در سنت اسلامی تفاوت روشنی میان آموزه‌های عقلی و نقلی وجود داشته‌است. علوم نقلی دانشی است که از نسلی به نسل دیگر منتقل شده‌است. در مقابل آموزه‌های عقلی نمی‌توانند چنین سیری داشته باشند. آموزه‌های عقلی باید توسط هر نسل احیاء و شکوفا شوند. نمونه‌ای واقعی آموزه‌های نقلی عبارتند از: زبان، قرآن، حدیث و همه آنچه که باید آن‌ها را همان گونه که هست بپذیریم. برای مثال بدون متن نمی‌توان چیزی دربارهٔ قرآن فهمید و هنگامی که متن نازل و دریافت شد قابل تغییر دادن نیست. هر چند که می‌تواند به طرق مختلف تفسیر شود.
آموزه‌های عقلی از نوع دیگرند. مثال رایج آن ریاضیات است. هر چند که ریاضیات به ما منتقل شده‌است (نقلی - انتقالی)، اما ما نمی‌توانیم بگوییم که به دلیل این ۴=۲+۲ است که معلم من چنین می‌گوید: ذهن آدمی به خودی خود قادر به درک و کشف مفاهیم ریاضی است. کتاب و معلم در اینجا برای کمک به درک ما حضور دارند. هنگامی که ذهن این دانش را فرا می‌گیرد، دیگر وابسته به منابع خارجی نیست. دانش بدان دلیل پذیرفته می‌شود که حقیقت دارد و صدق آن بدیهی است. علوم عقلی همانند ریاضیات درک می‌شود و انسان در درون خود می‌تواند آن را درک کند. اینجا متن و معلم برای توسعه ظرفیت فهم دانشجو است. وقتی دانشجو علم عقلی را در درون خود (به نحو یقینی) فرا گرفت دیگر نیازمند متن و معلم نیست. علم عقلی در فعالیت صرف ذهنی قابل کشف است و در این علوم نیاز به نقل و انتقال نیست. به بیان دیگر، وجود انسانی، به حد کفایت از آن نعمت برخوردار است که حقایق عقلی ماهیت اشیاء را بفهمد. هر چند که در عمل، علوم عقلی برای فراچنگ آمدن نیازمند انتقالند، اما افراد نادری بدون کمک خبرگان علوم عقلی، قادر خواهند بود به تنهایی، آن را به دست آورند.
یکی از روشنترین مثالهای علوم نقلی در آموزه‌های دینی، علم شریعت است که سازنده قالب و اسلوب عمل دینی است. برای مثال چرا اغلب مسلمانان نماز را در اوقات پنجگانه می‌خوانند؟ تنها پاسخ واقعی به این سؤال این است که: خدا چنین گفته است. عقل به تنهایی و بدون شنیدن قرآن و احادث نبوی که از نسلهای پیشین منتقل شده‌اند، قادر به کشف چیستی گفته‌های خدا نیست. حتی وقتی هم که علوم عقلی به دست می‌آید، این رمز گشوده نمی‌شود که چرا فرمود: ۵ بار در روز نمازخانه بخوانید، چرا نگفت: ۳ یا ۶ بار در روز نماز بخوانید. تنها روش توصیف آن‌ها تعبدی است. به‌طور خلاصه، در آموزه‌های نقلی دین، استقلال اولیه بیان حقیقت آن است که: خدا چنین فرمود. در آموزه‌های عقلی، استدلال اولیه به حقایق بدیهی اولیه بازمی‌گردد.
برخی نظرات انحرافی و مخالف نصوص شرعی که نزد برخی فلاسفه و متکلمین دیده می‌شود (به رغم آنکه نظرات مخالف با نصوص شرعی در آثار فقهی و تفسیری نیز دیده می‌شود و چند خطا در یک علم، دلیل متقنی بر رد کل آن علم قطعاً نیست).